# ایستگاه راه‌آهن مرودشت
ایستگاه راه‌آهن مرودشت یک ایستگاه راه‌آهن در مرودشت، استان فارس است. این ایستگاه در میانه خط‌آهن شیراز-اصفهان و شیراز-یزد قرار دارد. گرداننده این ایستگاه شرکت راه‌آهن جمهوری اسلامی ایران است.
| ایستگاه قبلی     |  | شرکت راه‌آهن جمهوری اسلامی ایران |  | ایستگاه بعدی         |
| ---------------- |  | ------------------------------- |  | -------------------- |
| شیرازایستگاه آخر |  | راه‌آهن ایران                    |  | سعادت‌شهربه سمت مشهد  |
| شیرازایستگاه آخر |  | راه‌آهن ایران                    |  | سعادت‌شهربه سمت تهران |